# Noaptea lui Iuri
Noaptea lui Iuri este o sărbătoare internațională care se ține în fiecare la 12 aprilie pentru a comemora repere în explorarea spațială. Este numită pentru primul om care a fost lansat în spațiu, Iuri Gagarin, care a zburat nava spațială Vostok 1 pe 12 aprilie 1961. Este onorată și lansarea STS-1, prima misiune a navetei spațiale, deoarece a fost lansată 20 de ani. (cu precizie la ziua calendaristică) după Vostok 1: pe 12 aprilie 1981. În 2011, Noaptea lui Yuri a fost sărbătorită la peste 567 de evenimente din 75 de țări de pe 7 continente.
Noaptea lui Iuri este adesea numită „Petrecerea Spațiului Mondial”.

## Galerie
|                                                                 |
| Noaptea lui Iuri 2007 sărbătoare în zona golfului San Francisco |

|                                                           |
| Sarbatoarea nopții lui Iuri 2008 la planetariul Stuttgart |

|                                                                |
| Sarbatoarea Noaptea lui Iuri 2008 în Mountain View, California |

|                                                              |
| Sarbatoarea Noaptea Iuri 2008 în zona Golfului San Francisco |

|                                                                     |
| Sarbatoarea Noaptea lui Iuri 2009 la California Academy of Sciences |

|                                                             |
| Noaptea Iuri 2010 sărbătoare la Goddard Space Flight Center |

|                                                                     |
| Noaptea de Yuri 2011 sărbătorită la Centrul de zbor spațial Goddard |

|                                                                                                 |
| Un model de lansare a rachetelor care sărbătorește Ziua lui Yuri 2013 în City Park, New Orleans |

## Legături externe
- Yuri's Night
- MSNBC: Feeling down about spaceflight? Lift your spirits with Yuri's Night
- No Borders – Bridging Cultures Through Yuri's Night video of the presentation during the IAC 2013 (YouTube)